# Glypta rufomarginata
Glypta rufomarginata är en stekelart som beskrevs av Cameron 1886. Glypta rufomarginata ingår i släktet Glypta och familjen brokparasitsteklar. Inga underarter finns listade i Catalogue of Life.